# 時報
時報（じほう）は、音、光、文字などの情報を定期的に発出することによって、公衆に時間を知らせる合図のこと。
時計が普及していなかった時代や地域において、生活の中の時間の意識づけに重要な意味を持っていた。
現代においては、時刻（標準時）を知らせるための各種の情報およびその媒体を指す。公衆に正しい標準時を知らせ、各自の時計を正しい時間に調整させる役割を担う。

## 欧米における時報

### 近代以前
中世ヨーロッパの都市においては時計塔を設け、機械時計により時報として鐘を鳴らすことがあった。
19世紀には、グリニッジ天文台でグリニッジ平均時に合わされたクロノメーター（時計）を持って、天文台職員が行き来することで時報が送られた。
このグリニッジ平均時の時報はロンドン市内にとどまらず、1847年から、まず鉄道で、ついで郵便局で、各地の地方時に代わって用いられるようになった。

### 近代以後

#### 報時球

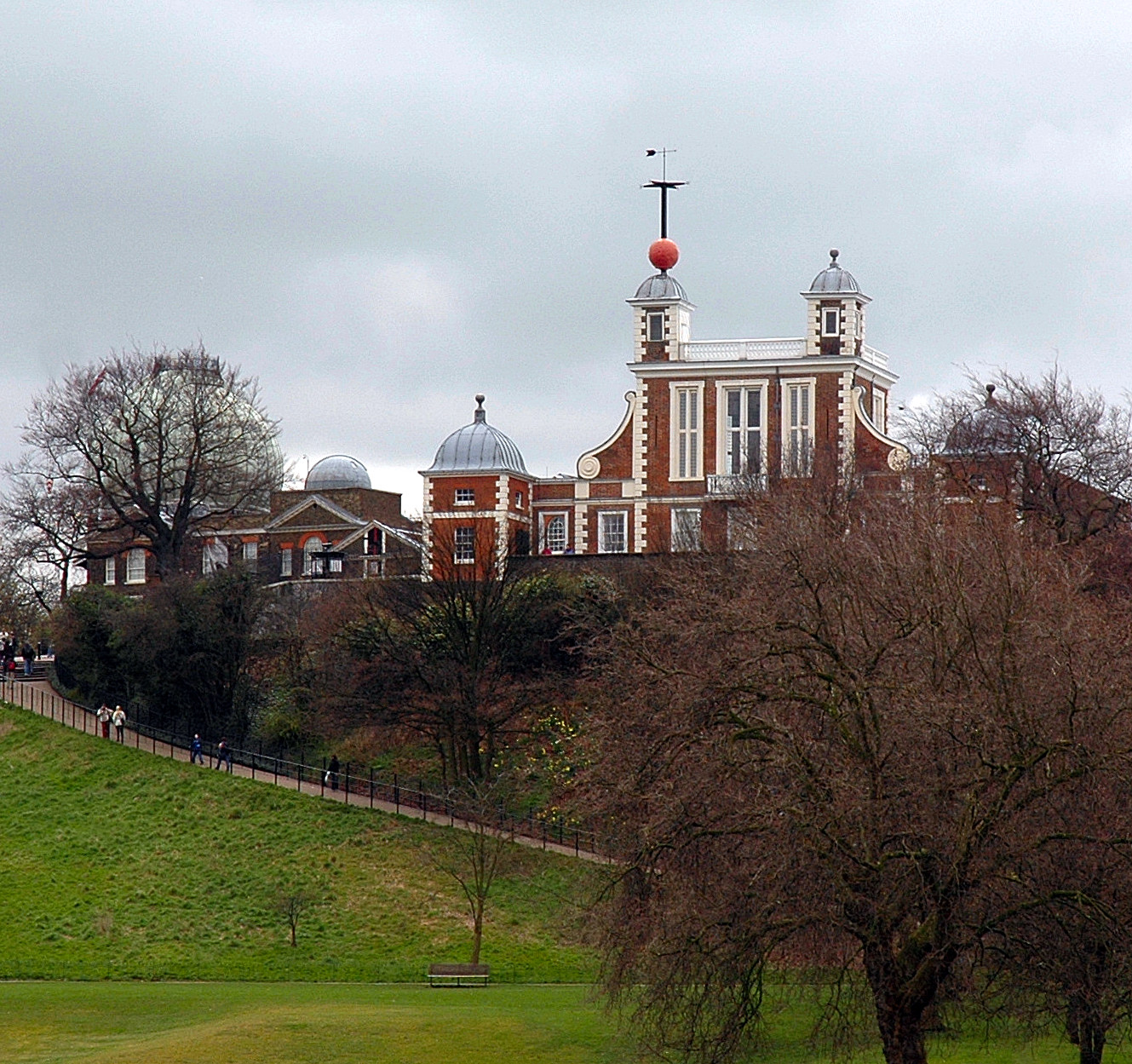
グリニッジ天文台に設置された報時球はテムズ川河畔側から南方に見える。

本格的な時報はイギリスのグリニッジ天文台に1833年に初めて設置された報時球（タームボールまたはタイムボール、time ball）に始まる。報時球は、報時檣の頂部に設置された、垂直なポールに貫通された球体である。グリニッジ天文台では午後1時にロンドンを出港する船舶向けに赤い木製の球体を落下させて時報とした。これは鐘や太鼓よりも広範囲に時を知らせることができ、音よりも時間差が少ないという長所がある
電信による時報が実用化された1852年には、グリニッジから制御される報時球がストランドに設置された。しかし技術的な問題から正確な時刻を知らせることができず、まもなく使われなくなった。グリニッジに制御される報時球が実用的になったのは、1856年からである。

#### 報時砲
報時砲は、大砲の空包の音による時報である。1862年にイギリスで時報用の合図に使用されるようになった。

#### 電信
1852年には電信を使った時報が、グリニッジ天文台から鉄道会社に送られるようになった。初めにサウスイースタン鉄道向けに実用化され、グリニッジ天文台からの時報が各駅に送られた。まもなく他の鉄道会社、郵便局、天文台、報時球・報時砲、時計メーカー・時計宝飾店などに送られるようになり、多くの時計が自動または手動で制御された。1862年には完成直後のビッグベンもグリニッジからの時報を受けるようになった。
時報は毎時0分に発せられたが、10時と13時が主である。グリニッジからは専用線が用意されたが、市外へは一般の通信線を使ったため、時報の前後2–3分間は通常の電信が停止された。
1915年ごろのアメリカでは、ウエスタンユニオン会社が民間企業に有線での時刻配信サービスを行っていた。サービスを受けていたウェスティングハウス電気製造会社に勤務する電気技師のフランク・コンラッドは、これに合わせていた腕時計と同僚の腕時計に時差があることをきっかけに無線技術の研究を開始し、無線技術者へと転身した。

#### 電話
各国で電話を通じ、自動音声による時報サービスが行われている。電話番号は各国ごとに異なる（日本の例は後述）。
イギリスでは「123」番で時報が提供されており、「speaking clock」と呼ばれる。

#### 無線
1912年10月28日、バージニア州にあるアメリカ海軍アーリントン無線局（呼出符号：NAA）が、海軍天文台の信号を使って無線で時報を定時発信するようになった。受信は自由であり、ウエスタンユニオン会社では受信した信号を有線で配信していた他、フランク・コンラッドも受信機を自ら組み立てている。

## 日本における時報

### 寺鐘・太鼓
日本では671年に天智天皇が「漏刻」と呼ばれる水時計を使用し、鐘や太鼓で十二時辰に基づく正確な時刻を知らせたのが始まりとされる。その後、時刻の公的管理は、律令制において中務省に属する陰陽寮が担った。
各地に仏教寺院が出現するようになると、定時に鐘が鳴らされるようになった。
やがて江戸時代の17世紀ごろには、各地（和歌山、松阪、小倉、高松など）に寺鐘制度が敷かれ、庶民に定着した（時の鐘）。江戸では石町時の鐘の音が鳴ると、それを聴いた周囲の寺社等が鐘を鳴らし（東は浅草、西は麹町、南は浜松町、北は文京区本郷まで聞こえたという）、それを聴いた周囲の寺社が更に鳴らす、という時報リレーシステムが構築されていた。寺方だけでなく、民間でも町人が鐘を使用して知らせた例があった。
このほか、江戸時代の城下町においては、城において太鼓で時刻を知らせた。

### 日本の報時砲・報時球
日本では1873年以降、西洋式の時法が導入された。それに先立つ1871年、正午の時報に大砲が使用されるようになった。12時（正午）に鳴らされる報時砲を午砲と呼ぶ。正午を「昼ドン」というのはここから来ている、という説もある。
1902年（明治35年）には報時球（タームボール、タイムボール）による時報が主要港で行われるようになった。日本の主要な港湾には、船舶のために報時檣（ほうじしょう）が設備され、これによって報時された。
日曜日・祭日を除く毎日11時55分に、報時球が報時檣の横桁に引き上げられ、12時（正午）に東京天文台から直通電流が断たれるとこれが落下する。この落下の瞬間が正午である。報時球の塗分けは上から順に赤色・白色・赤色で、報時檣の色は白色である。誤った時刻に落下したときは万国船舶信号旗 W が掲げられ、13時に再び繰り返される。故障で報時信号を発せられなかった場合は同信号旗 D が掲げられる。
報時檣が設備されたのは横浜・神戸・門司・大阪・長崎であったが、長崎は独立観測によって報時された。

### 報時灯
日本の近代には、報時灯による時報も行われた。長崎港には報時檣の近くに報時灯の設備もあった。
20時55分になると三角形の緑灯3個に点じられ、約2分間明滅したのち不動点灯として、21時00分に消灯される。ただし、不動点灯中の予備信号として、20時58分および同59分に瞬時消灯される。
もし報時に誤りがあれば、21時00分10秒から30秒間明滅し、その旨知らせ、さらに21時30分に同様の信号をおこなう。故障によって報時することができない場合は点灯されない。

### 日本の電信時報
日本で電信による時報が始まったのは1888年（明治21年）である。
日本の郵便局では、日曜日、祭日を除く毎日11時57分になると、全国の一、二等局および特定三等局に通じる電信線は通信が中止され、東京市の中央電信局の自動報時機に接続され、各郵便局の電鈴が鳴り始め、12時（正午）に東京天文台で自動報時機に通じる電流が断たれると電鈴が鳴り終わる。この瞬間が正午であり、郵便局の電信係に行けばこの電鈴を聞くことができた。
日本の鉄道では、東京天文台から東京中央電信局内電信試験係経由で鉄道省東京通信所に通じて、11時57分になると、全国の省線の各駅に通じる電線は、直通または中継で鉄道省東京通信所につなげられた。このとき各駅の電鈴が鳴り始め、正午に東京天文台で電流が断たれると電鈴が鳴り止む。台湾では、内地とは別に台北測候所で時の観測が行われ、ここから全島の郵便局および停車場に報時された。
イギリス同様、報時球と報時砲は、電信による時報が実用化されると、それに制御されるようになった。

#### 日本の無線電信による時報
1912年（明治45年）からは逓信省銚子無線電報局からの電波による時報が開始された。東京天文台では銚子局経由で無線電信によって報時が行われ、毎日、11時および21時に同局および海軍無線電信所船橋送信所から放送された。それぞれその5分前に直通電線によって東京天文台と無線電信局の報時用時計が連絡制御され、自動的に報時が行われた。報時の形式は学用式および一般用がある（理科年表の附録）。
さらに正確な報時が必要な場合は、毎月15日の官報および翌月の天文月報に掲載される正誤表で補正する。
1927年（昭和2年）には逓信省が検見川送信所から電波を利用した時報を開始し、この送信所はのちにJJYとなった。

### 屋外スピーカー
東京市
東京ではサイレンを用いたものが1929年5月1日から行われた。東京市教育局社会教育課が管轄し、毎日天文台から正確な時刻の通報を受けて時計を較正し、これによって全市のサイレンが制御された。サイレンは1分間鳴り響き、鳴り終わった瞬間が正午であった。
北海道函館市
1933年（昭和8年）1月1日、市民館（豊川町）に時報サイレンを設置した。

#### 防災行政無線
域内に市町村防災行政無線による広報システムが構築されている地方自治体などの一部では、各地に設置された屋外スピーカーで時報を行なっている。毎時ではなく、主に特定の時間（朝・正午・夕方など）に、音楽、サイレン、アナウンスなどをスピーカーから鳴らし、時報としている。時刻を伝える目的のみで使用すると防災行政無線の目的外使用になるおそれがあるため、設備が正常に作動しているかを確認するための試験放送や、防犯という名目で行われている。季節によって曲や流す時間を変える場合がある。
夕方の場合、全国的に、平日休日問わず16時から18時の間に児童の帰宅を促すアナウンスを音楽と合わせて流す例がある。静岡県浜松市天竜区の一部地域では、夏休みシーズンと年末年始のみ21時に「故郷」を流して児童の就寝を促している。
また、選挙の投票日のたび、投票所の開場時刻である7時と閉鎖時刻の20時（地域によっては閉鎖時刻の1時間前）にサイレンを吹鳴している自治体もある。
防災行政無線で時報を流す自治体の例
- 群馬県高崎市新町
- 長崎県壱岐市芦辺町地域
- 福岡県篠栗町
- 福岡県糸島市二丈地域
- 福岡県粕屋町

時報に用いられるBGMの例
- 家路
- 夕焼け小焼け
- 故郷
- 蛍の光
- ウェストミンスターの鐘
- 市町村歌

### 放送
かつて、日本の放送はラジオ・テレビ（アナログテレビ放送）両方で時報の放送が行われていたが、地上デジタルテレビ放送は、音声・映像の送受信の際にどうしても遅延が生じる仕様のため（日本の地上デジタルテレビ放送#遅延問題参照）、地上デジタルテレビ放送開始以降はラジオのみで時報が行われている。
一方で各局の地上デジタルテレビジョン放送の電波には「TOT」（Time Offset Table）と呼ばれる時刻情報信号が含まれており、テレビやレコーダーの自動時計合わせなどに利用されている。

#### NHK
NHK（日本放送協会）は、地上アナログテレビ放送終了後の2011年以降、ラジオ第1・ラジオ第2・FM放送・国際放送「NHKワールド・ラジオ日本」のラジオ放送でのみ時報を行っている。各放送波特有の事例は次以降の節で後述し、まず共通の技術等の事項について述べる。
NHKの時報は、正時の3秒前から440ヘルツの予報音を3回、正時に880ヘルツの正報音を1回、正時の3秒後に正報終了という構成になっている。予報音は一定音量の440ヘルツ正弦波を100ミリ秒発振させ、その後900ミリ秒の無音を置く。これを1セットとして正時の3秒前から3回繰り返している。正報音は880ヘルツの正弦波を発振させ1000ミリ秒間ほぼ一定の音量に保ち、次の2000ミリ秒で直線的に減衰させている。

##### NHKラジオ

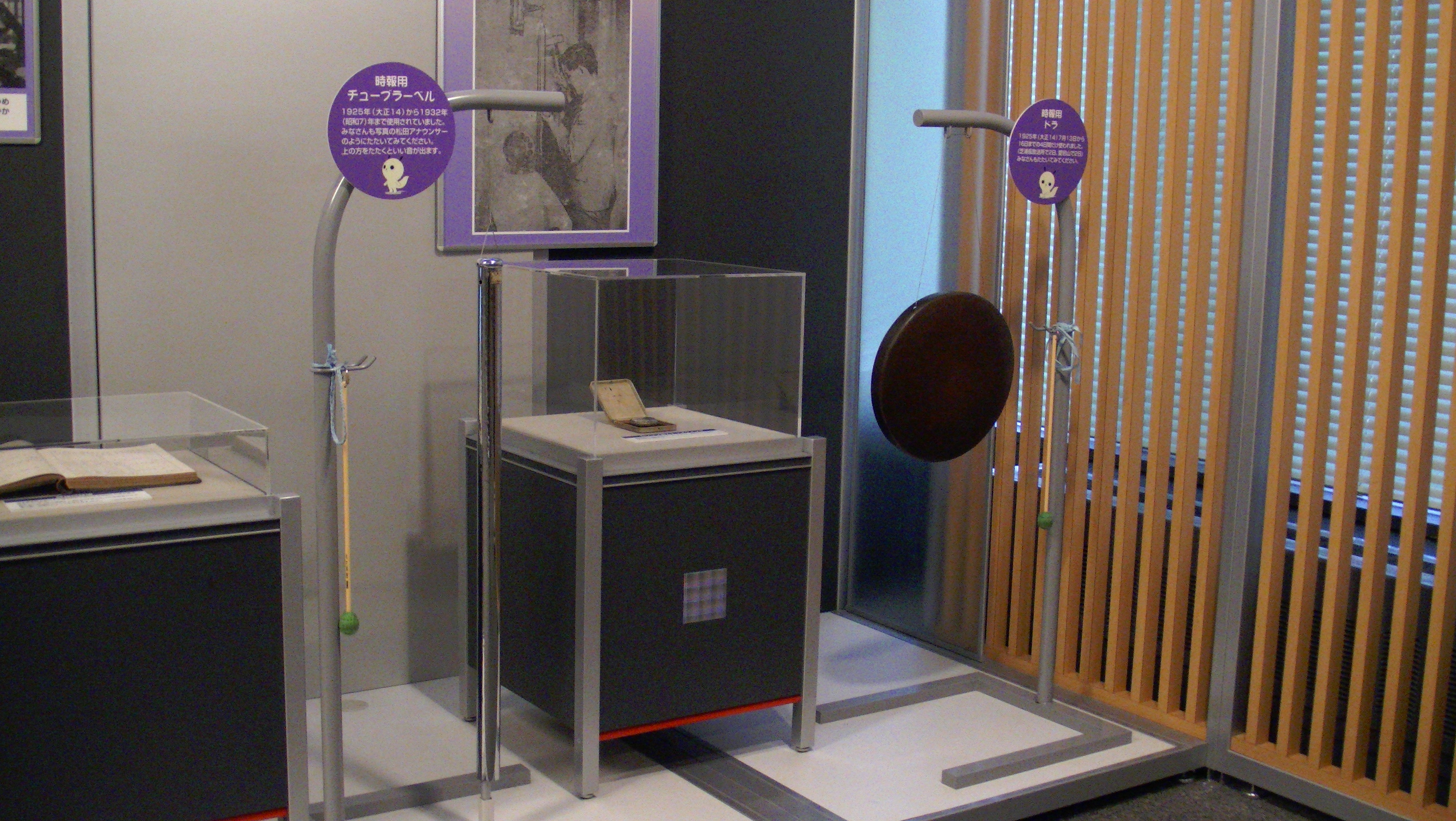
かつてラジオ放送の時報に用いられたドラとチューブラベル（NHK放送博物館蔵）。

1925年（大正14年）3月に社団法人東京放送局として日本初のラジオ放送を開始した当初は、アナウンサーが口頭でカウントダウンをしつつ時刻を伝えていた。1925年7月に仮放送所から愛宕山の局舎（現・NHK放送博物館）に移転してからは、正午および、21時30分の放送終了時に、アナウンサーのカウントダウンとともにチューブラベル（移転前後の7月13日 - 16日の4日間は銅鑼を使用）を1回鳴らしていた。
当初は逓信省銚子無線電信局の報時信号を使って校正した振り子時計を局内の標準時計とし、アナウンサーが、この標準時計で校正した機械式ストップウォッチ（スイスのロンジン社製）を見ながら行なっていた。それでも時計の精度や運用方法などが原因で1 - 2秒程度の誤差が生じることが多く、ときには5秒の誤差が生じることもあった。
そこで東京中央放送局の技師・加藤倉吉が、正確な報時のために3年を費やして自動時報装置の研究・開発を行い、1933年（昭和8年）1月1日から自動時報装置を使った時報の放送を開始した。この自動時報装置の時報は毎日、正午および21時30分に放送された。
正午の時報を例に取ると、11時00分に東京無線電信所船橋無線電信局発信の時報を受けて東京中央放送局内の標準時計が正され、この較正に基づき、3分前の11時57分に報時用時計が始動する。時報の放送は、正時1分前の11時59分00秒から始まり、11時59分20秒から電信用サウンダー（リレー）によるカチカチという秒音が1秒ごとに発信され、同30秒、同40秒、同50秒には電気ピアノによるA音（振動数220ヘルツおよび110ヘルツの2音が同時に用いられる）がそれぞれ3回、2回、1回、自動的に発せられ、正時にはA音（振動数440ヘルツ）が1回発せられる。誤差は0.03秒程度であった。21時30分の時報は標準時計の較正時刻が21時00分であるほかは、正午の場合と同じである。21時30分の時報後「以上で本日の放送は全部終わりました。どなたさまもご機嫌よくお休みくださいませ。さようなら」とアナウンスを行い、放送を終了した。
内幸町のNHK東京放送会館に移転後は放送時間が30秒前からに短縮され、音源も電気ピアノから音叉発振器に変更され、時報専用のスタジオからの放送ではなくなった。1945年（昭和20年）12月1日からは毎正時に放送されるようになった。
1950年（昭和25年）には放送時間が3秒前からになり、予報音3回・正報音1回という現在の形に変わった。
ラジオでは放送事故を避けるため、時報前の無音部分が非常に短い。ラジオ第1、FM放送で1時に放送を終了する場合、東京を除き時報が流れない。また、時報が流れる時間帯にまたがって緊急地震速報が出された場合は、NHKワールド・ラジオ日本の日本語放送を含めたすべての放送波で時報は流れない。

##### NHKテレビ

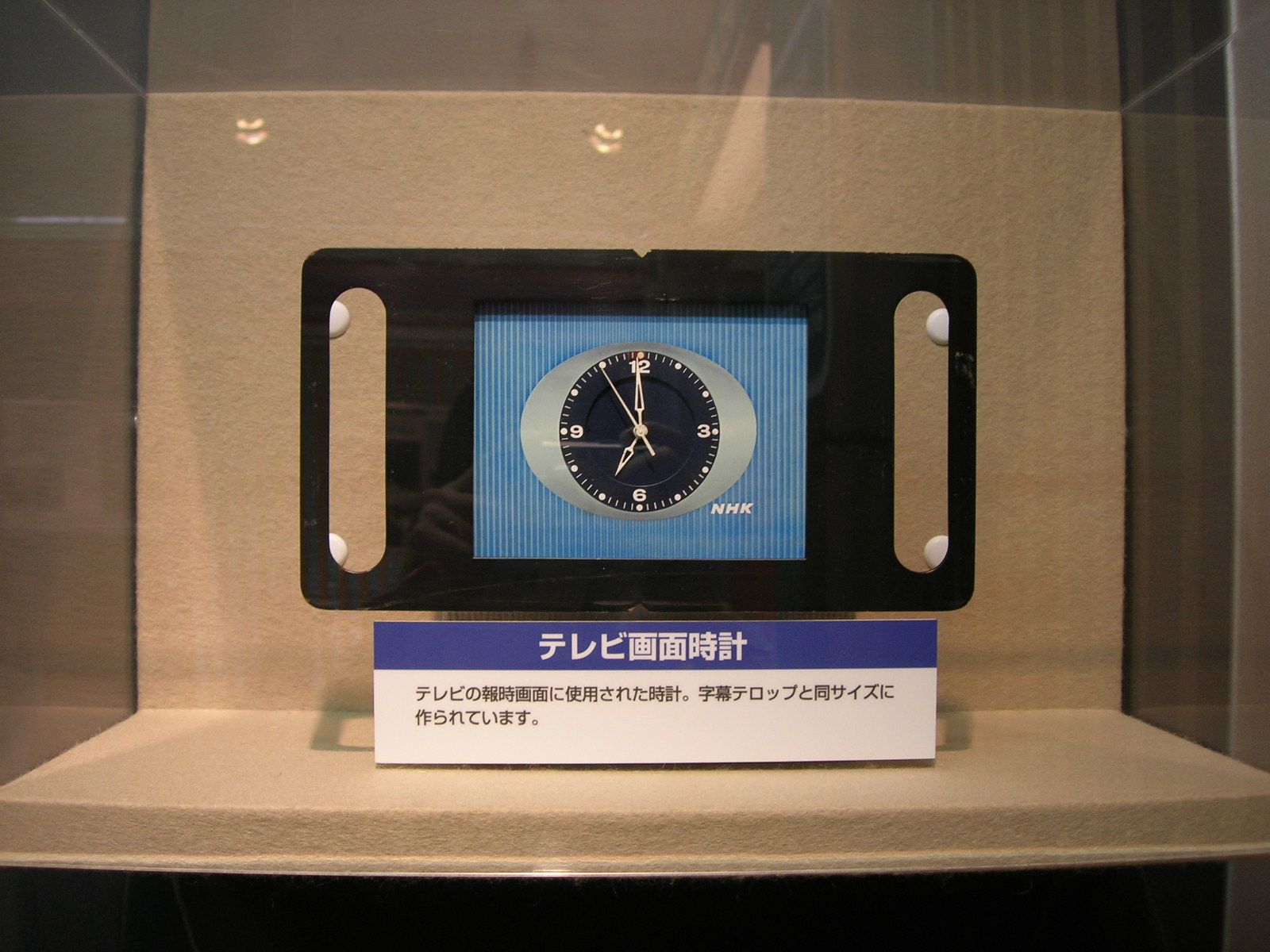
かつてNHKテレビで使用された時報用時計表示装置（NHK放送博物館蔵）。

総合テレビでは2004年（平成16年）3月28日まで、教育テレビ（Eテレ）では地上アナログ放送終了前日の2011年（平成23年）7月23日まで（岩手県・宮城県・福島県では2012年（平成24年）3月31日まで）時報が流れていた。
デジタル・アナログ両方のBS放送の他、2003年（平成15年）12月からの4か月間は、地上デジタル放送でも独自の時報を流していた。
時報前の無音部分は、地上アナログ放送では1000ミリ秒だった。
教育テレビでは現在でも、Eテレ0655&2355のエンディングにおいて時報を放送している(「ETV」が「Eテレ」に変形するアニメーションが用いられる)。正時には「ポーン」などの正弦波ではなく「Eテレ」のコールが行なわれる。

#### 民間放送
民間放送では、時報をコマーシャルメッセージ枠として販売している例が多い。

##### 民放ラジオ
正報音のみで正時を知らせる（「ポーン」の形）ものもあれば、予報音も併用して数秒前から知らせるものもある。予報音の回数は3点時報の場合は正時の3秒前から3回（「プッ、プッ、プッ、ポーン」の形）、2点時報の場合は正時の2秒前から2回（「プッ、プッ、ポーン」の形）鳴らされる。
予報音が特徴的なものとしてはニッポン放送と秋田放送ラジオ（過去）の鳩時計をイメージした「ピッポッ、ピッポッ、ピッポッ」や文化放送・静岡放送（過去）・InterFM・LOVE FM・FM NORTH WAVE のように独自に制作されたメロディのもの、TBSラジオのように2点時報に独自メロディが重なるもの、ラジオ日本・STVラジオのチューブラーベルの音（しかも打鐘は秒と一致していない）がある。AFNでは、まれに電話のプッシュトーン様の音が正時のタイミングのみに発出される事がある。また、STVラジオは札幌時計台の鐘の音の生放送を時報に使用することもある。ABCラジオは正報のみであるが、独特の低い音（「ド」音だが、一般的なものより1オクターヴ下）が鳴る。山口放送では、正時前は鐘の音、正報は電子音を使用している。FM PORTでは、正時20秒前から予報音の代わりにフリー音源を流し、7秒前になると外国人の男性（昼のみ子供）のアナウンスが入った後、時報を流していた（例：13時の場合 “FM port the time now is 1 p.m.”）。
スポットCMの一種として時報とセットでCMが放送されることも多い。日本で最初の時報CMは、日本初の民放ラジオ放送局である中部日本放送（現：CBCラジオ）が放送開始した1951年（昭和26年）9月1日に、最初の正時であった午前7時に流された「精工舎の時計が、ただ今、7時をお知らせしました」という内容のものであった。現代ではCMと併せて30秒程度の放送枠で流され、アナウンスは「（スポンサー名）が○時をお知らせします→時報」という形態が一般的となっており、ラジオCMの中でも強い印象を与えるもので記憶に残りやすいとされている。全国区の時報CMとしては「スジャータ」（めいらくグループ）が有名で、1976年（昭和51年）に地元の名古屋向けに放送を開始すると全国のAM・FM併せて46局まで放送エリアを拡大したが、2012年（平成24年）末で全ての放送を終了した（その後2018年4月から名古屋地区でテレビCMとして復活した）。
岐阜放送ではradiko参加前、時報の前は時報スポンサークレジットのみ流れ、時報の後に時報スポンサーCMが流れていた。また、Kiss-FM KOBEはJFNに加入する前には本来時報を流す時間帯に「MUSIC CLOCK」という特定の音楽を流していた（ここにスポンサーが付く事もあり、英語の時刻告知を伴っていた時期もある）。スポンサーがない場合は、「（放送局名）が○時をお知らせします→時報」となる場合が多い。J-WAVEなど後発のFM局では時報をほとんど流さない局も多い。ZIP-FMではBEEP（ビープ）音（ピッ・ピッ・ピッ・ポーン）を入れた時報を一切使用せず、各番組（各放送番組開始前）の区切れを中心に『タイム・シグナル』と呼ばれるものを入れている。通常は、タイムシグナルが使われていて、歌に乗せてスポンサー名と、堀田和則（開局時から担当）によるアナウンスが入る。例えば3時の場合、タイムシグナルは2時59分30秒から音楽が鳴り始める。「〇〇が3時をお知らせします。」と言い終わったところで丁度3時になる。

##### 民放テレビ
民放テレビの場合、元々在京キー局や一部の地域を除いて時報を流す局は少なかったが、在京キー局でも時報を流さないケースが多くなった。これは、特にゴールデンタイムの番組編成で「跨ぎ」と呼ばれる毎時54分や57分開始などのフライングスタートを行う手法が採られる様になったためと、地上デジタル放送が開始されたためである。在京キー局でアナログ放送終了まで時報音を鳴らしていたのはTBSテレビのみであった。
地上デジタル放送開始後は、放送中継回線の完全デジタル化によって信号の伝送遅延や符号化遅延・復号遅延が発生し、特に地上デジタル放送の場合は地域（中継局への伝送経路）やテレビ受像機の性能によって遅延時間が異なるため正確なタイミングで時報を放送できず、画面上への時刻表示とともに廃止された。なおアナログ放送での時刻表示については、BSアナログ放送の場合は遅延時間をほぼ一定に保つ事ができ、また地上波では地域拠点局から時刻表示を乗せたため中継回線による遅延をほぼ解消しており、このように早めに時報・時刻信号を送る事で時報・時刻表示を実現していた。
日本の民放テレビ最初のCMは、日本テレビの開局日である1953年（昭和28年）8月28日に放映された精工舎（現・セイコー）の正午の時報である。当時の放送関係者の証言によると放送機材の操作に慣れていなかったため、フイルムを裏返しのまま放映してしまい音がまったく出ない「音なし」の状態で30秒間放送されてしまう、日本初の放送事故となった（フィルムには、映像部分の横に音を再生するためのサウンドトラックがあり、フィルムが逆向きになると音が再生されなかった）。なお、時報音はフィルムと関係なく挿入されたため正確に出た。ちなみに同日の午後7時の時報は無事に放映され、これが現存する日本最古のテレビCMである。翌29日の正午には、本来はテレビCM第1号になるはずだった「正午の時報」が無事に放映された。
放送大学では、スカパー!との同期放送を開始するまでは正時と番組の切れ目とが重なる時及び6時と24時(放送開始時と放送終了時)にNHKと同様の時報を流していた。これはテレビ・ラジオ共に行われていた。

#### インターネットサイマル放送
民放ラジオ局のサイマル放送サービス、radikoでは、配信にタイムラグが生じる。各局の設備の都合により、時報を省略する・そのまま流す・代替音を流す、と対応がさまざまに分かれている。
NHKネットラジオ らじる★らじるでは、440Hzと880Hzのカットフィルタにより時報音のみを除去して対応している（実際はわずかに「カチッ、カチッ」という音が残っている）。

### 日本における電話の時報

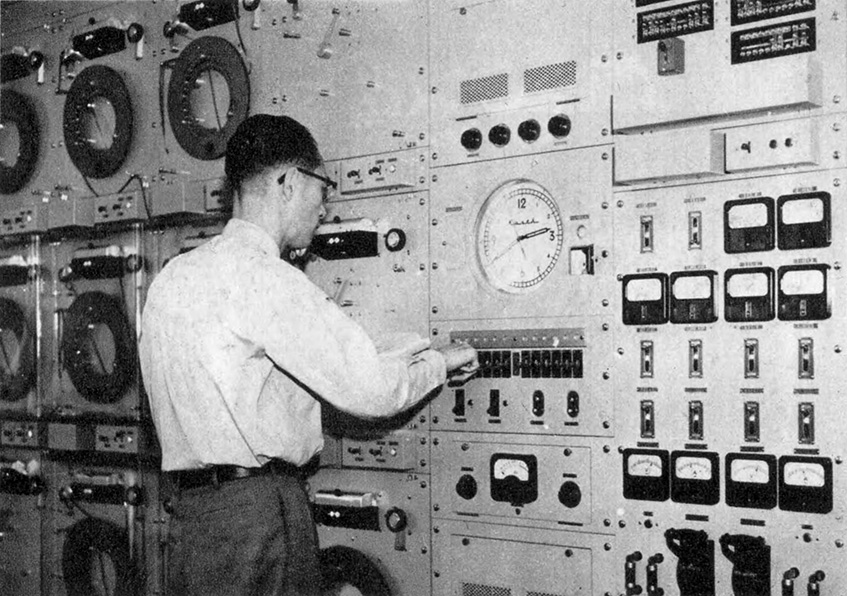
初期の時報サービス装置。左にテープ再生盤が並んでいる。

NTT（東日本電信電話・西日本電信電話）では、電話情報サービス（テレホンサービス）の1つとして電話番号「117」（3桁特番）にて、通話時点の時刻を24時間リアルタイムで提供している。有料で、全国どこからでも市内通話料金である。なお通話は6分から12分で自動切断されるようになっており、つなぎっぱなしにすることはできない。KDDI、ソフトバンク、日本の携帯電話会社も同様のサービスを行っている。
午前と午後つきの0時から11時59分までの12時間制で、毎秒、秒音（ピッ、ピッ、ピッ…）が流れ、10秒毎に秒音と同時に時報音が流れている。30秒と毎正分の際には、3秒前から秒音と予報音が流れる。そして、昼の12時丁度を迎える際には唯一「午後0時丁度をお知らせします」とはアナウンスされず、「正午をお知らせします」とアナウンスされる。また、日付が変わる際は特に「○日になります」などは無く、ただ単に「午前0時丁度をお知らせします」と流れるだけである。これは年を跨ぐ1月1日を迎える際も同様である。アナウンスは時刻の予告であり直後の「ポーン」の音で時間が合う。
元々は1951年（昭和26年）11月11日に日本電信電話公社の市内案内台（後の「104」電話番号案内）が提供する無料サービスの一つとして始まり、交換手がその場にある時計で時刻を分単位で案内していた。
本格的な時報サービスは、1955年（昭和30年）6月10日（時の記念日）に東京23区内限定で試行開始。電話番号は223番で利用時間 午前6時から午後10時であった。同年1月開始の「天気予報サービス」に続いてのことだった。9月1日には横浜1178番、10月1日には大阪1178番、11月3日には名古屋511番、12月1日には京都・神戸1178番で順次サービスを開始。
1957年（昭和32年）1月1日から正式なサービスとして展開され、1964年2月までは地域ごとに電話番号が異なっていた。1964年3月から全国で117番に統一された。
時報の音声は、東京または大阪の電話局（1972年までは東京、大阪、広島、仙台、札幌、福岡）に設置された専用の装置から送られる。当初、時報の音声は計12巻に全パターンが収録された磁気テープを自動再生していた。10秒おきのアナウンスを12時間分（午前・午後は区別せず流用）、合計4,320回のアナウンスを収録するため、密閉された録音室に氷柱を立てて浅田飴を用意し、交換語調競技会の優勝者が一つ一つのパターンを読み上げて収録が行われた。
磁気テープは耐久性に問題があり、同年に音声合成を用いた装置が開発された。この装置は時間補正可能なクロック信号を生成する時刻装置と、事前収録の音声断片を再生する時報サービス装置で構成される。時刻装置は水晶発振器と電子回路（初期は同期電動機やカム機構、継電器の組み合わせ）、時報サービス装置は音声断片が記録された半導体メモリ（初期は磁気ドラム）を搭載している。時刻は、当初はJJY（日本標準電波）、後にはテレホンJJYと呼ばれる信号（後述）で校正されている。
サービス開始当初の声はニッポン放送アナウンサー真壁静野（アナウンス例「ただいまから○時○分○秒〈丁度〉をお知らせします」）、1991年（平成3年）3月15日の正午以降はナレーターの中村啓子（アナウンス例「午前〈午後〉○時○分○秒〈丁度〉をお知らせします」）が担当している。
アナログ方式の電話交換機がまだ多数使われていた1970年代から1980年代当時の交換機は漏話が発生しやすく「同時に時報へ電話をかけてきた人と会話ができる」という現象がまれに発生した。まだインターネットやツーショットダイアルが普及していなかった時代に、見ず知らずの人との会話を楽しめるこの現象は、当時の中高生の間で瞬く間に知れ渡り、深夜になると親の目を盗んで時報に電話を掛ける若者が続出した。交換機改修・デジタル交換機への更新等が進んだことにより、現在は漏話が起こることが無くなっている。
かつてのアナログテレビ放送用の業務用回線（NTT中継回線）では、中継素材のやりとりをしない際の画面でフィラー音声として電話時報を流していた（映像はテストパターン）。通常視聴者が見聞きすることはできなかったが、放送事故や放送休止などの際にまれに視聴することができた。

### 標準電波局
各国では「標準電波」と呼ばれる、正確な時刻情報を含んだ電波が、標準周波数局と呼ばれる無線局から発信されている。一種の時報といえる。
日本ではまず、1940年（昭和15年）1月30日から2001年（平成13年）3月31日正午まで、千葉市検見川の検見川送信所から短波による標準電波放送が行われていた。アメリカ合衆国のWWVに続く標準電波局として世界で2番目であった。開局当初は受信機調整等向けの周波数標準としての役割だけで、1948年（昭和23年）8月1日から正式に時刻情報の重畳が開始された。その後東京都小金井市への送信所移転を経て、末期には茨城県猿島郡三和町（現・古河市）のNTT名崎送信所から発信を行った。短波帯標準電波から長波帯への移行に伴う後述の「JJY」の正式運用開始に伴い、廃止された。
1999年（平成11年）6月10日以降、独立行政法人情報通信研究機構がコールサイン・JJYを発している。送信所はおおたかどや山標準電波送信所（福島県田村市・川内村境）およびはがね山標準電波送信所（佐賀県佐賀市・福岡県糸島市境）の2カ所。
標準電波は、放送局や公共交通機関など、正確な時刻が要求される現場において、電波時計などの機器の較正に用いられている。